# Renault (wielerploeg)
Renault was een Franse wielerploeg die werd opgericht in 1978 en opgeheven in 1985. 

## Geschiedenis
Met Renault als sponsor was de ploeg de opvolger van fusieploeg Gitane-Campagnolo (opgericht 1975 als fusie tussen Sonolor-Lejeune (opgericht 1969) en Gitan-Frigécrème) met Cyrille Guimard als ploegleider. Toen Renault in 1985 de wielerploeg verliet veranderde de naam naar Système U, gesponsord door een supermarktketen. In 1990 nam bouwmarktketen Castorama het sponsorschap over waarna de Castorama-ploeg bleef bestaan tot en met 1995.

## Bekende wielrenners
- Bernard Hinault
- Laurent Fignon
- Greg Lemond
- Marc Madiot
- Yvon Madiot
- Charly Mottet
- Jean-René Bernaudeau
- Martial Gayant
- Lucien Didier
- Pascal Jules
- Pascal Poisson
- Pierre-Henri Menthéour